# Szabolcs (Ungheria)
Szabolcs è un comune dell'Ungheria di 425 abitanti (dati 2001). È situato nella contea di Szabolcs-Szatmár-Bereg.